# Jeløya
Jeløya – należąca do Norwegii (okręg Østfold) przybrzeżna wyspa, położona w zewnętrznej części Oslofjorden. Od lądu stałego oddzielona jest cieśniną Moss. Wyspa ma około 2 km szerokości i 4 km długości, natomiast jej powierzchnia wynosi ok. 19,6 km². Wyspa wchodzi w skład miasta Moss. Zamieszkuje ją około 12 tys. ludzi.